# Karol Bunsch
Karol Bunsch (ur. 22 lutego 1898 w Krakowie, zm. 24 listopada 1987 tamże) – polski pisarz historyczny, tłumacz literatury niemieckiej i angielskiej. Syn rzeźbiarza Alojzego Bunscha i młodszy brat malarza Adama Bunscha.
Jego głównym osiągnięciem literackim był wielotomowy cykl powieściowy z czasów piastowskich, znany jako Powieści piastowskie, cieszący się popularnością już od wydania pierwszej książki (Dzikowy skarb, 1945). Opublikował ponadto trylogię o Aleksandrze Wielkim i powieści rozgrywające się w czasach Jagiellonów oraz nowele.

## Życiorys

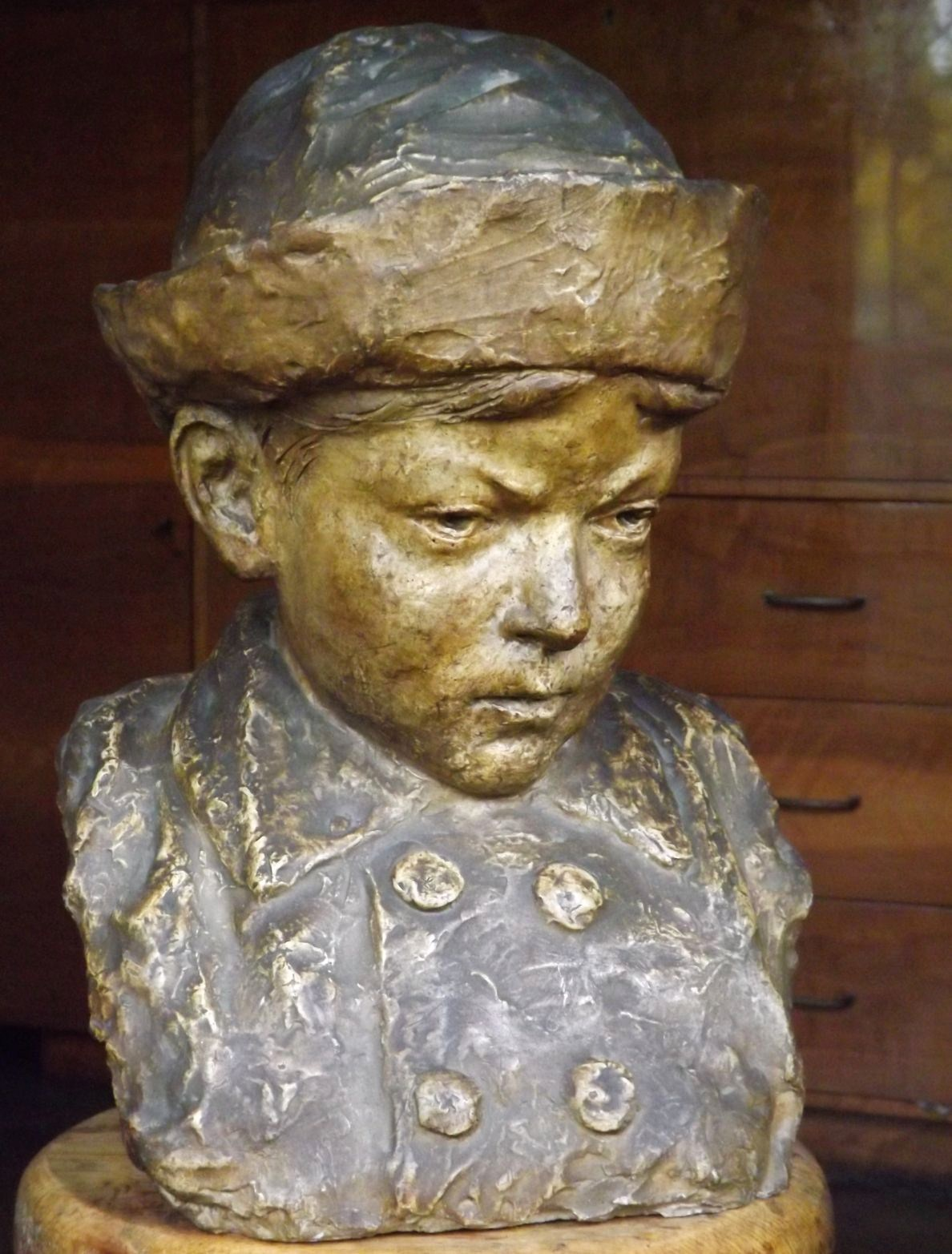
Alojzy Bunsch – popiersie syna Karola (ok. 1906)

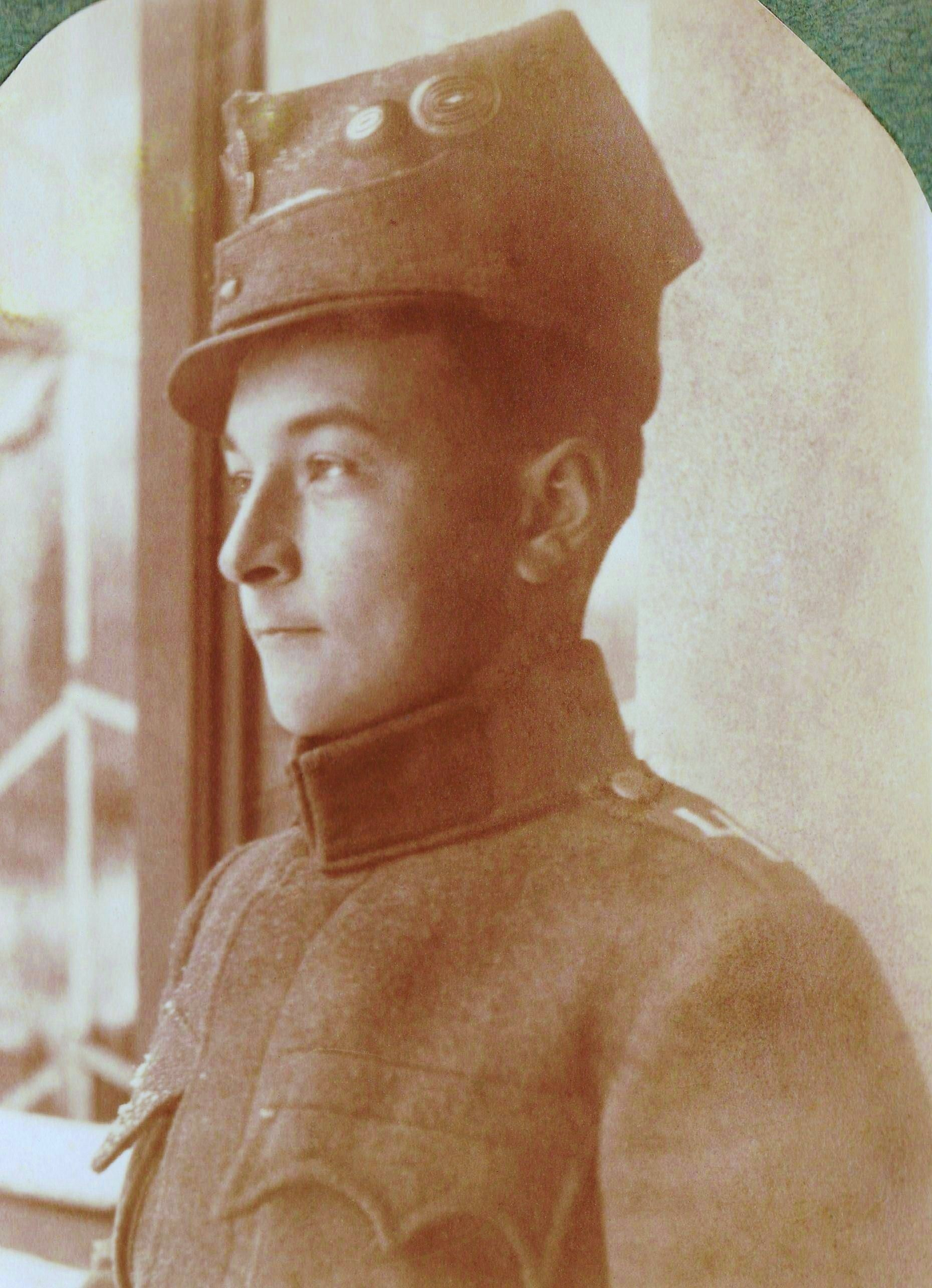
Karol Bunsch w mundurze legionowym (grudzień 1915)

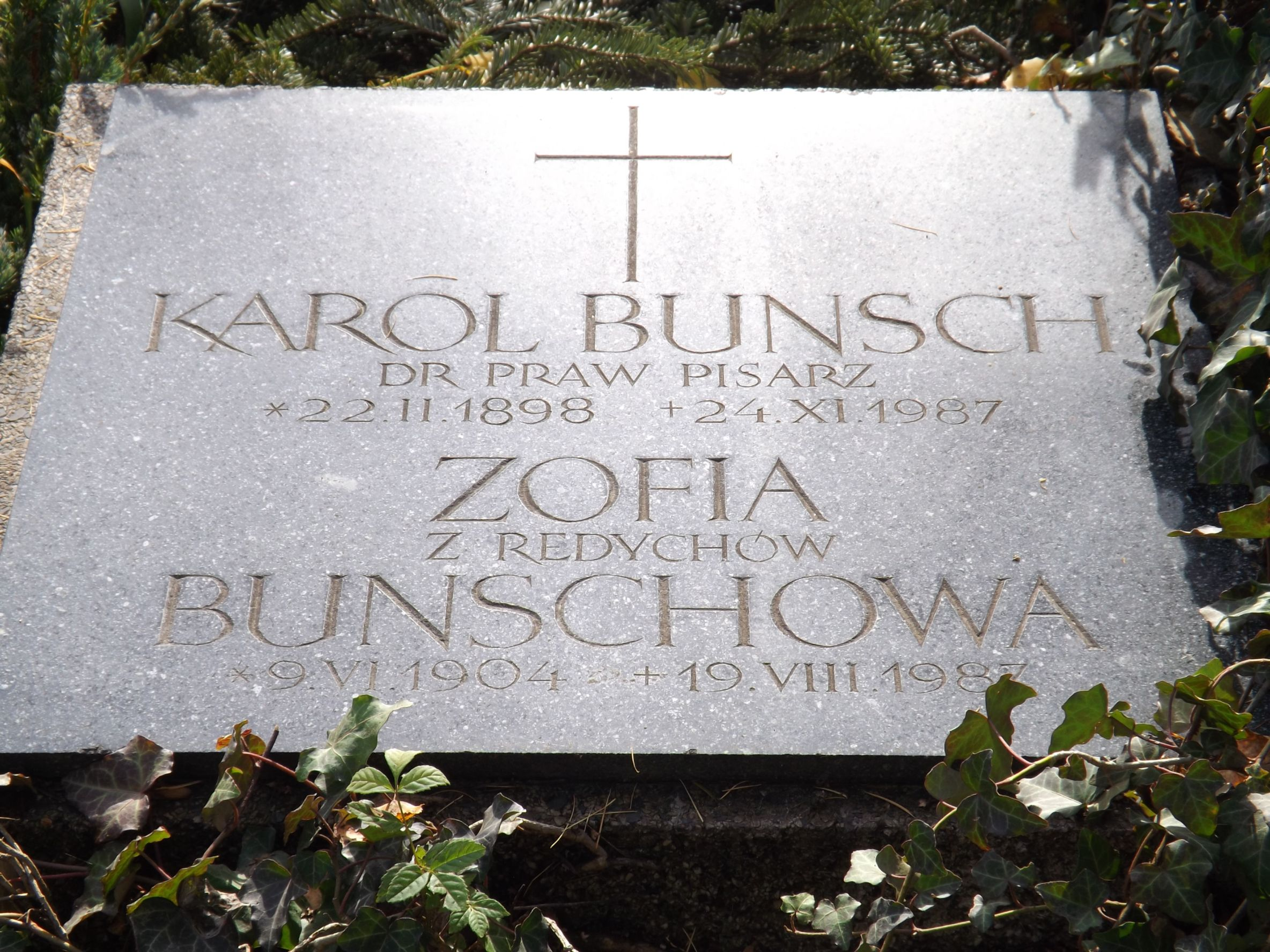
Nagrobek Karola Bunscha i jego żony

Urodził się w Krakowie, jego ojcem był rzeźbiarz i profesor Państwowej Szkoły Przemysłowej Alojzy Bunsch, matka, Maria Aleksandra z d. Sadłowska pochodziła ze znanej rodziny lwowskich architektów. Zainteresowania historyczne i archeologiczne ojca, który działał również w Towarzystwie Miłośników Historii i Zabytków Krakowa oraz postać przyjaciela domu, wybitnego archiwisty i historyka Adama Chmiela, miały wpływ na kształtowanie się osobowości przyszłego pisarza . Uczęszczał do Gimnazjum św. Anny w Krakowie (ob. I Liceum Ogólnokształcące im. B. Nowodworskiego).
Jeszcze przed maturą, mając 17 lat, zaciągnął się w roku 1915 do Legionów Polskich, ukrywając przed komisją rekrutacyjną zbyt młody wiek. Jako żołnierz 4 pułku piechoty III Brygady Legionów przeszedł chrzest bojowy pod Jastkowem. Z powodu choroby i śmierci ojca musiał wystąpić z wojska, wkrótce jednak znalazł się w armii austriackiej, ukończył w 1916 r. szkołę oficerską i trafił na front. Był ranny podczas walk w Karpatach. Za swoją służbę w czasie I wojny światowej otrzymał austriackie Medale za Waleczność (srebrny i brązowy) oraz Krzyż Wojskowy Karola.
Po odzyskaniu niepodległości w roku 1918 wstąpił powtórnie do odtworzonego 4 pułku piechoty Legionów Wojska Polskiego. Walczył aż do listopada roku 1920 biorąc udział w wojnie polsko-ukraińskiej (1918–1919) oraz polsko-bolszewickiej, był ponownie ranny. Służbę w armii zakończył w stopniu porucznika. Został odznaczony Krzyżem Walecznych i Medalem Niepodległości.
Mimo wojny kontynuował edukację, po zdaniu matury w roku 1916 podjął studia prawnicze na Uniwersytecie Jagiellońskim, które ostatecznie ukończył w roku 1920. Dodatkowo studiował jeszcze filozofię i rolnictwo, ale kierunków tych nie skończył. W 1922 r. uzyskał stopień doktora praw. Pracę rozpoczął w 1921 r. jako aplikant, a po egzaminie był sędzią w Oświęcimiu w latach 1924–1926, zatrudnił się także w kancelarii notarialnej w Skalbmierzu (1926–1927). Po ślubie w roku 1925 z Zofią Redych, również córką prawnika, wrócił do Krakowa w roku 1926 i po odbyciu aplikacji założył w 1928 r. własną kancelarię adwokacką. W roku 1932 powierzono mu funkcję prawnika miejskiego (syndyka) Krakowa, którym był do wybuchu wojny. Ponownie sprawował ją w latach 1945–1950.
Oprócz kariery prawniczej wiele uwagi poświęcał zajęciom sportowym, uprawiał gimnastykę wyczynową, był wielokrotnym zwycięzcą zawodów strzeleckich w Bractwie Kurkowym, w KS Wawel i TG „Sokół”. Pełnił m.in. od roku 1934 funkcję ostatniego przed II wojną światową prezesa Towarzystwa Gimnastycznego „Sokół” w Krakowie. Uprawiał turystykę i narciarstwo, był zamiłowanym wędkarzem, ale przede wszystkim myśliwym, bardzo aktywnie udzielał się w krakowskim Towarzystwie Łowieckim. Miał pasje kolekcjonerskie, interesował się numizmatyką i zbierał białą broń.
W 1938 otrzymał po raz pierwszy Złoty Krzyż Zasługi, a w 1939 został zmobilizowany i uczestniczył w kampanii wrześniowej. Podczas okupacji niemieckiej utrzymywał się zachowując nadal stanowisko radcy prawnego w krakowskim magistracie. Należał do ZWZ, a następnie do AK.
W latach 1950–1952 zlikwidował kancelarię adwokacką i zakończył karierę prawniczą poświęcając się wyłącznie pisarstwu. Mimo że nie angażował się w żadną działalność polityczną, jego podpis znalazł się w budzących do dziś kontrowersje okolicznościach wśród nazwisk wielu krakowskich literatów pod zbiorową rezolucją ZLP w sprawie tzw. procesu krakowskiego w 1953 r.
Za działalność pisarską otrzymał literacką Nagrodę Miasta Krakowa (1971) oraz Nagrodę I stopnia Ministra Kultury i Sztuki w dziedzinie literatury (1973). Nadano mu ponownie Złoty Krzyż Zasługi w 1956, a w roku 1974 został odznaczony Krzyżem Kawalerskim Orderu Odrodzenia Polski. Został też wyróżniony Odznaką 1000-lecia Państwa Polskiego.
Zmarł 24 listopada 1987 w Krakowie i został pochowany na tamtejszym Cmentarzu Salwatorskim 30 listopada 1987.
Uchwałą Rady Miasta nazwano w roku 2002 jego imieniem jedną z ulic w Krakowie.

## Działalność literacka
Na przełomie lat 1941–1942 zaczęły powstawać pierwsze szkice powieści, która miała obrazować początki formowania się polskiej państwowości. Zaraz po wojnie zadebiutował powieścią Dzikowy skarb (1945), wkrótce potem ukazały się następne książki opowiadające o kluczowych wydarzeniach w początkach państwa polskiego: Ojciec i syn (1946), Imiennik – Śladem pradziada (1949) oraz Imiennik – Miecz i pastorał (1949). W ten sposób rozpoczął pracę nad cyklem Powieści piastowskich, który rozbudowywał i uzupełniał aż do roku 1984. Kontynuował w nich tradycję polskiej powieści historycznej wywodzącą się od J. I. Kraszewskiego, jednak prosty, niezbyt archaizowany język, wartka akcja i wyraziste, mocno zarysowane charaktery postaci zbliżają jego książki do modelu współczesnej angielskiej literatury historyczno-przygodowej. Sam o swym warsztacie twórczym pisał: „Ponieważ celem mojego pisarstwa jest przyswojenie czytelnikom w sposób przystępny wiedzy o dziejach ojczystych, w przedstawieniu faktów i osób historycznych przyjąłem jako zasadę zgodność z wynikami nauki historii, oczywiście tam, gdzie zgodność taka istnieje”.

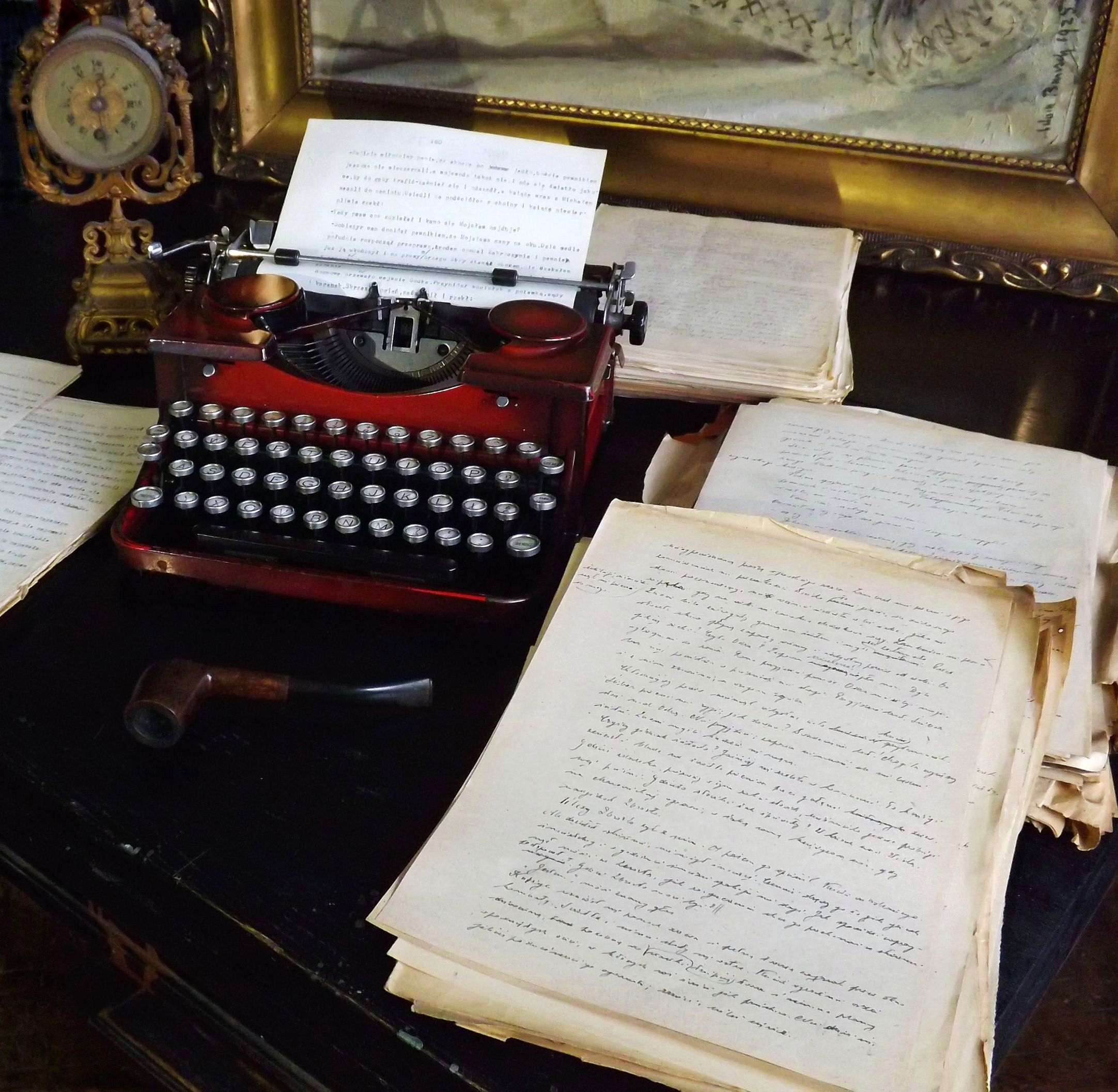
Miejsce pracy pisarza z widocznym rękopisem powieści Dzikowy skarb

Oparte na rzetelnej, choć reprezentującej ówczesny sposób interpretowania wiedzy historycznej, jego Powieści piastowskie zdobyły od razu wielką popularność dzięki atrakcyjnej fabule i skrótowej narracji. Ogółem wydania jego książek osiągnęły ok. 5 mln egzemplarzy jeszcze za życia autora. Odtwarzające w zbeletryzowanej formie fakty historyczne książki te podkreślają rolę silnych osobowości w biegu dziejów i konfliktach politycznych.
W następnych latach ukazywały się kolejno: Zdobycie Kołobrzegu (1952), Wawelskie wzgórze (1953) i Psie Pole (1953), w których szczególnie mocno zostały wyakcentowane zmagania z najeźdźcą niemieckim, np. w powieści Psie pole znajduje się ekspresyjny opis obrony Głogowa. Ugruntowały one wcześniejszą popularność i również miały bardzo wysokie nakłady.
W latach 1955–1967 opublikował trylogię o Aleksandrze Wielkim: Olimpias (1955), Parmenion (1967) i Aleksander (1967). Cechujące się niemal filmową konstrukcją narracji fabularnej, na której tle pokazane są ożywiane namiętnościami główne postacie, powieści te spotkały się także z dużym zainteresowaniem, nie osiągnęły jednak ogromnego powodzenia cyklu piastowskiego. Autor przedstawił w nich jeszcze wyraźniej niż w innych książkach wizję historii nie jako procesu, lecz dzieła wybitnych jednostek. Podjęcie tematów związanych ze starożytnością i odkryciami archeologicznymi zaowocowało jednocześnie reportażami z podróży do Egiptu pod wspólnym tytułem Wyprawa pod Psametychem, opublikowanymi w tygodniku „Dookoła Świata” w roku 1957.
W następnych częściach cyklu piastowskiego powiększał i rozszerzał panoramę panowania Piastów do czasów Władysława Łokietka. Były to powieści: Wywołańcy (1958), Rok tysięczny (1961, wydane razem z opowiadaniem Obrona Niemczy), Przełom (1964), Powrotna droga (1971), Przekleństwo (1973), Bracia (1976) i Bezkrólewie (1979). Ostatnią z tej serii była napisana w 1984 powieść Odnowiciel, dopełniająca chronologicznie tomy opublikowane jeszcze w latach 40.
Poza cykl Powieści piastowskich wychodziły: O Zawiszy Czarnym opowieść (1958) oraz Warna 1444 (1971), których akcja rozgrywa się w czasach Jagiellonów. W roku 1971 ukazał się także tomik zatytułowany Myśli, zawierający zbiór aforyzmów.
Zajmował się ponadto przekładami z literatury niemieckiej i angielskiej, przetłumaczył m.in.: Stulecie detektywów (1971, wraz z W. Kragen) oraz Stulecie chirurgów (1977) J. Thorwalda, Moje życie I. Duncan (1974) i Trzecią Rzeszę w krzyżowym ogniu pytań R.W.M. Kempnera (1975).
W roku 1986 ukazały się Nowele zebrane, obok wątków historycznych zawierające opowiadania, które można podzielić na trzy grupy tematyczne związane z życiem autora: wojska i wojny, sądu oraz myślistwa. Pod koniec życia zajął się również pisaniem wspomnień doprowadzonych do okresu okupacji hitlerowskiej, które jednak nie zostały wydane.
Po okresie wyraźnego spadku zainteresowania jego twórczością w latach 90. XX wieku, od roku 2000 zaczęły się pojawiać nowe wydania obejmujące Powieści piastowskie i trylogię antyczną, a później także serie audiobooków.

## Twórczość

### CyklPowieści piastowskie
Piastowska seria powieści posiada fabułę, w którą wplecione zostały postaci, wydarzenia i miejsca historyczne, związane z kształtowaniem się państwowości polskiej:
- Dzikowy skarb (1945} - akcja rozgrywa się w początkach panowania Mieszka I;
- Ojciec i syn (1946} - ukazuje konflikt pokoleń, między Bolesławem a jego ojcem Mieszkiem I;
- Rok tysięczny (1961) - opowiada o rządach Chrobrego, jego konflikcie z Odą i wojnach z Niemcami oraz o życiu św. Wojciecha; uzupełniona jest opowiadaniem Obrona Niemczy, którego akcja rozgrywa się w 1017 roku, z tymi samymi bohaterami;
- Bracia (1976) - ukazuje rządy Mieszka II Lamberta, który w wyniku spisku braci został wplątany w ogromne kłopoty;
- Bezkrólewie (1979) - po śmierci Mieszka II rządy obejmuje impulsywny i srogi Bolesław, określany w historii Zapomnianym, wspiera go palatyn Michał Awdaniec;
- Odnowiciel (1984) - o odnowie przez Kazimierza I Odnowiciela wyludnionej i zniszczonej Polski i o jego walkach z Mojsławem;
- Imiennik – Śladem pradziada (1949) - opowieść tocząca się zaraz po śmierci Kazimierza, opowiada o losach woja Domana w czasach Bolesława Szczodrego, łącznie z koronacją króla;
- Imiennik – Miecz i pastorał (1949) - kontynuacja poprzedniej części; zaostrza się konflikt między królem Bolesławem a biskupem Stanisławem, który nie wie, że jest marionetką w rękach przebiegłego Sieciecha;
- Przekleństwo (1973) - Mieszko Bolesławowic powraca z wygnania; możni zmęczeni rządami Sieciecha pragną ustanowić Mieszka księciem;
- Zdobycie Kołobrzegu (1952) - pierwsze lata panowania Bolesława Krzywoustego i jego dwie wyprawy na Pomorze;
- Psie Pole (1953; ciąg dalszy Zdobycia Kołobrzegu) - wojna z cesarzem Henrykiem V, obrona Głogowa i tytułowa bitwa.

Wszystkie wymienione wyżej powieści tworzą nieprzerwany ciąg, omawiający panowanie kolejnych władców polskich.
- Powrotna droga (1971) - ponad 100 lat po akcji poprzedniej powieści, panowanie Bolesława V Wstydliwego, najazd Tatarów i wyprawa na Jaćwingów;
- Wawelskie wzgórze (1953) - akcja rozgrywa się kilkadziesiąt lat po akcji poprzedniej powieści, czasy Władysława Łokietka i jego walki o koronę królewską oraz zwalczanie buntu krakowskiego;
- Wywołańcy (1958; kontynuacja Wawelskiego wzgórza) - dalszy ciąg panowania Władysława Łokietka;
- Przełom (1964, kontynuacja dwóch poprzednich powieści) - ostatnie lata panowania Władysława Łokietka aż do bitwy pod Płowcami).

### Powieści o czasach Jagiellonów
- O Zawiszy Czarnym opowieść (1958);
- Warna 1444 (1971).

### Trylogia antycznao Aleksandrze Wielkim
- Olimpias (1955);
- Parmenion (1967);
- Aleksander (1967).

### Nowele
- Dwa opowiadania: Obrona Niemczy oraz Bitwa pod Warną (1955);
- Wilczy los, Cmentarz, Są i tacy, Przygody sędziego (1958, w tomie: W polu i w kniei, autorzy: K. Bunsch, B. Hamera, J. Meissner, E. Paukszta, M. Sadzewicz);
- Nowele zebrane (1986).

### Opowiadania dla dzieci i młodzieży
- Żałosne przygody rycerza de Kalw (1957; opowieści oparte na fragmentach książki Psie Pole).

### Zbiór aforyzmów
- Myśli (1971).

### Przekłady
- Albert Schreiner, Polityka zagraniczna Niemiec: 1871–1945. Cz. 1, 1871-1918 (1956, wraz z K. Rapaczyńskim);
- Richard Aldington, Śmierć bohatera (1958);
- Jürgen Thorwald, Stulecie detektywów (1971, wraz z W. Kragen);
- Isadora Duncan, Moje życie (1974);
- Robert M.W. Kempner, Trzecia Rzesza w krzyżowym ogniu pytań (1975);
- Jürgen Thorwald, Stulecie chirurgów (1977).